# Philips
|  | No s'ha de confondre amb Phillips. |

Koninklijke Philips Electronics N.V. (en català Electrònica Reial Philips S.A.), més coneguda com a Philips (Euronext PHIA, NYSE PHG), és una companyia neerlandesa de productes electrònics. L'any 2004 tenia 161.500 treballadors a més de 60 països, i aconseguí vendes per valor de 303.00 milions d'euros.

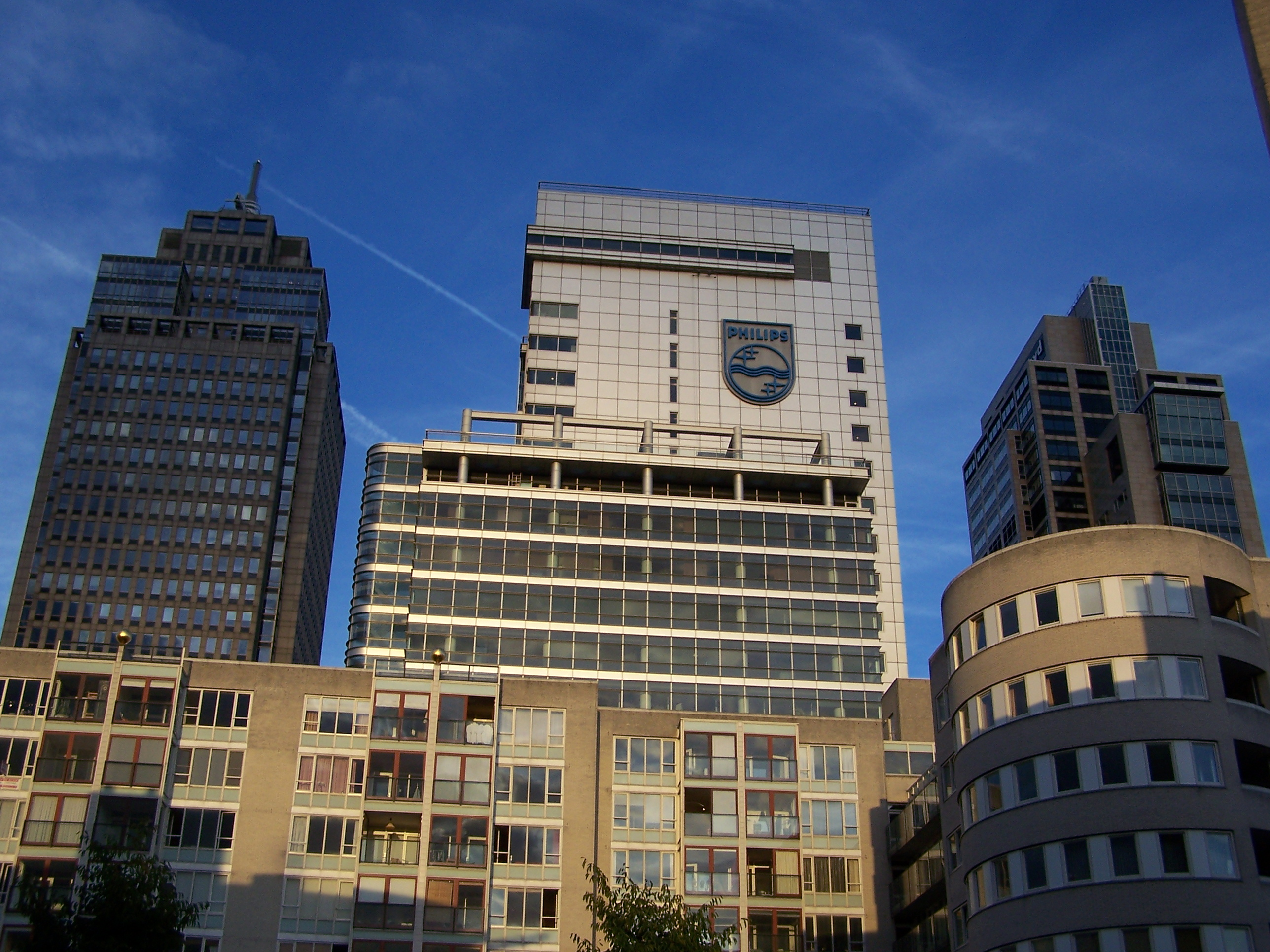
Seu de Philips a Amsterdam.

La companyia fou fundada el 1891 pels germans Gerard i Anton Philips a Eindhoven, ciutat sobre la qual tingueren una influència cabdal. Inicialment es dedicaren a la fabricació de bombetes, però la seva producció es diversificà amb el temps. La introducció el 1983 juntament amb Sony del disc compacte fou una de les seves grans fites. La companyia està dividida en diverses seccions de negoci:
- Il·luminació (on és des de fa dècades el líder mundial en fabricació de bombetes)
- Productes de consum (vídeo, àudio...)
- Aparells domèstics i personals (amb màquines d'afaitar, depiladores, etc.)
- Semiconductors
- Sistemes Mèdics

El 1913, per commemorar els 100 anys d'independència neerlandesa respecte a França, Philips creà un club d'esports per als seus treballadors. Aquest fou anomenat Philips Sport Vereniging (Associació Esportiva Philips, actualment conegut com a PSV Eindhoven).
Al juny del 1948, la casa Philips va instal·lar uns estudis i unes sales de projeccions a la Fira Internacional de Mostres de Barcelona. Durant quasi una setmana el muntatge de l'empresa holandesa va ser l'atracció central. Per l'estudi van desfilar cantants, es van fer entrevistes i, fins i tot, hi va haver una actuació de l'Escolania de Montserrat.
Al centre de la ciutat de València hi ha situats dos panells ceràmics publicitaris d'esta empresa.